# Gonzalo Martínez
Gonzalo Martínez (Valle del Cauca, 30 de novembro de 1975) é um futebolista profissional colombiano, que atua como defensor.

## Carreira
Gonzalo Martínez se profissionalizou no Deportes Tolima.

### River Plate
Gonzalo Martínez integrou o River Plate na campanha vitoriosa da Libertadores da América de 2015.

## Títulos
River Plate
- Copa Sul-Americana: 2014
- Taça Libertadores da América: 2015